# المنطقة الاقتصادية الخالصة للصومال
المنطقة الاقتصادية الصومالية  (بالصومالية: Aaga Ganacsiga Xorta)‏ هي المنطقة الاقتصادية الحرة للصومال تبلغ مساحتها 830,389 كيلومتر مربع في المحيط الهندي. وتمتد إلى مسافة 200 ميل بحري من خطوط الأساس التي يقاس منها عرض المياه الإقليمية للدولة. ووفقاً للقانون رقم 37 الصادر في عام 1972، تقع المنطقة تحت سيادتها الإقليمية.

## تشريع

### قانون رقم 37 بشأن البحر الإقليمي والموانئ
في 10 سبتمبر 1972، أصدر البرلمان الصومالي القانون رقم 37 بشأن البحار الإقليمية والموانئ. ووسع مشروع القانون البحر الإقليمي للصومال إلى 200 ميل بحري داخل السواحل القارية والجزرية. في 26 يناير 1989، أصدر مجلس النواب قانون التشريع. 05 الذي وافق على القانون البحري الصومالي القانون البحري الصومالي لعام 1988. وينص مشروع القانون على إنشاء منطقة بحرية إقليمية بعمق 200 ميل بحري ومنطقة اقتصادية حرة.

### اتفاقية الأمم المتحدة لقانون البحار
في 9 فبراير 1989، صدق البرلمان الصومالي على اتفاقية الأمم المتحدة لقانون البحار. تحدد المعاهدة حقوق ومسؤوليات الدول فيما يتعلق باستخدامها لمحيطات العالم، وتضع مبادئ توجيهية للشركات والبيئة وإدارة الموارد الطبيعية البحرية. وتنص اتفاقية الأمم المتحدة لقانون البحار. لعام 1982 على بحر إقليمي يصل إلى 12 ميلاً بحريًا ومنطقة اقتصادية خالصة تصل إلى 200 ميل بحري. كما تنص على إمكانية وجود جرف قاري ممتد يصل إلى 350 ميلاً بحريًا من الشاطئ، اعتمادًا على خصائص قاع البحر المجاور للساحل.

### القانون البحري الصومالي
في 30 يونيو 2014، حدد رئيس الصومال حسن شيخ محمود الخطوط العريضة للمنطقة الاقتصادية الخالصة للصومال فيما يتعلق بالقانون البحري الصومالي لعام 1988 الذي أقره البرلمان الصومالي. وينص على أن تتمتع جمهورية الصومال الفيدرالية بما يلي:
الحقوق السيادية لغرض استكشاف واستغلال والحفاظ على وإدارة الموارد الطبيعية، سواء كانت حية أو غير حية، لقاع البحر وباطن الأرض والمياه السطحية، وفيما يتعلق بالأنشطة الأخرى للاستكشاف والاستغلال الاقتصادي للمنطقة، مثل إنتاج الطاقة من المياه والتيارات والرياح.

## ترسيم
وفي أغسطس 2014، طلبت حكومة الصومال الفيدرالية رسميًا من محكمة العدل الدولية "أن تحدد، على أساس القانون الدولي، المسار الكامل للحدود البحرية الواحدة التي تقسم جميع المناطق البحرية التابعة للصومال وكينيا في المحيط الهندي.

## الموارد الطبيعية
تمتلك الصومال أطول خط ساحلي على البر الرئيسي لأفريقيا. وبعض أغنى الأرصدة السمكية في القارة.إن وفرة مصايد الأسماك في المنطقة هي نتيجة لارتفاع مياه المحيطات الساحلية الباردة والغنية بالمغذيات. ويؤدي ارتفاع مياه القاع إلى السطح إلى إثراء العوالق النباتية والعوالق الحيوانية، والتي بدورها تجعل الظروف مواتية لبعض الأسماك السطحية الصغيرة مثل السردين والرنجة والسكاد.